# Mycale plumosa
Mycale plumosa är en svampdjursart som beskrevs av Kazuo Hoshino 1981. Mycale plumosa ingår i släktet Mycale och familjen Mycalidae. Inga underarter finns listade i Catalogue of Life.